# أرييل ليفي
أرييل ليفي (بالإسبانية: Ariel Levy)‏ هو مصارع محترف وكاتب وممثل تشيلي، ولد في 28 سبتمبر 1984 بسانتياغو في تشيلي.

## وصلات خارجية
- أرييل ليفي على موقع CageMatch worker (الإنجليزية)
- أرييل ليفي على موقع قاعدة بيانات المصارعة على الإنترنت (الإنجليزية)

- أرييل ليفي على موقع IMDb (الإنجليزية)
- أرييل ليفي على موقع ألو سيني (الفرنسية)
- أرييل ليفي على موقع أول موفي (الإنجليزية)
- أرييل ليفي على موقع قاعدة بيانات الفيلم (الإنجليزية)
- أرييل ليفي على موقع كينوبويسك (الروسية)